# Mokeït
 (octobre 2018).
Si vous disposez d'ouvrages ou d'articles de référence ou si vous connaissez des sites web de qualité traitant du thème abordé ici, merci de compléter l'article en donnant les références utiles à sa vérifiabilité et en les liant à la section « Notes et références ».
Mokeït, ou Mokeït Van Linden, noms de plume de Frédéric Van Linden, est un illustrateur et auteur de bande dessinée français né en 1963.

## Biographie
Mokeït débute en 1984 en participant au magazine Métal Hurlant avant de sortir en 1987 Chute vers le haut chez  Futuropolis, et Ektor qui participe à la création de la collection des Patte de mouche de L'Association.
En mai 1990, il fonde, avec Jean-Christophe Menu, Lewis Trondheim, David B., Mattt Konture, Killoffer et Stanislas, la maison d'édition de bande dessinée L'Association, qu'il quitte peu après.
Il poursuit dans l'illustration en participant ponctuellement à divers magazines ou journaux (Libération, Le Nouvel Observateur, Les Inrockuptibles, ADEN, Télérama, Le Monde) ou pour des couvertures de livres, pochette de disque ou affiche (festival de jazz Banlieues Bleues…).

## Publications

### Bande dessinée
- Ektor, AANAL, 1985.
- La chute vers le haut, éditions Futuropolis, no 52 de la « Collection X », 1987, 22 p.
- Soleil, portfolio de neuf dessins tiré à 300 exemplaires numérotés et signés, Alain Beaulet Editeur.
- Collectif, Quoi !, L'Association, 2011.

### Illustration
- La Dissémination, Jacques Derrida, Points
- Acide sulfurique, d'Amélie Nothomb, Albin Michel.
- Sagesses et malices de Mali, l'idiot voyageur, de Salim Hatubou, Albin Michel.
- Tout m'énerve, de Pascal Pellerin, J'ai Lu.
- 4 sous-bocks Kronenbourg ART en 1994.